# ماريوس ري
ماريوس ري (بالفرنسية: Marius Rey)‏ (و. 1836 – 1927 م) هو رسام، من فرنسا، ولد في مارسيليا، توفي عن عمر يناهز 91 عاماً.